# Pirateria barbaresca

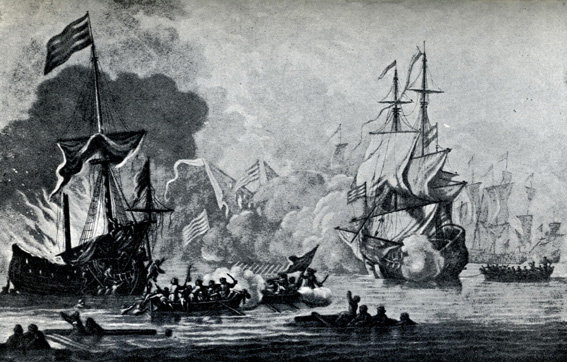
Batalla entre la fragata britànica HMS Mary Rose i set pirates algerians, 1669

Els pirates barbarescos, també de vegades anomenats corsaris otomans, van ser pirates i corsaris que van actuar des del nord d'Àfrica (la costa barbaresca), on tenien les seves bases, des de Tunis, Trípoli, Alger, Salé i ports del Marroc, assetjant el trànsit marítim al Mediterrani occidental des del temps de les croades i que es va fer especialment intens després de la caiguda de Constantinoble (1453) en mans dels turcs otomans. Les ràtzies d'aquests pirates també es van dirigir als vaixells mercants que viatjaven a Àsia, vorejant Àfrica, fins a principis del segle xix. Les seves places fortes estaven situades en diversos punts de la costa d'Àfrica del Nord coneguda com la costa barbaresca (terme que defineix el Magrib, en ser els seus habitants originaris d'ètnia amaziga), encara que la seva depredació s'estenia principalment per tot el Mediterrani, al sud, al costat del litoral atlàntic d'Àfrica occidental, i a l'Atlàntic nord, arribaven a punts tant al nord com al sud d'Anglaterra, Irlanda i Islàndia. A més de capturar vaixells i apropiar-se de les seves mercaderies, l'altra faceta lucrativa de la seva activitat era l'assalt a pobles costaners europeus, especialment de la Mediterrània occidental, de l'est de la península Ibèrica al sud de la itàlica, on es capturava els seus pobladors cristians que després eren venuts com a esclaus en els mercats nord-africans, a Algèria i Marroc.

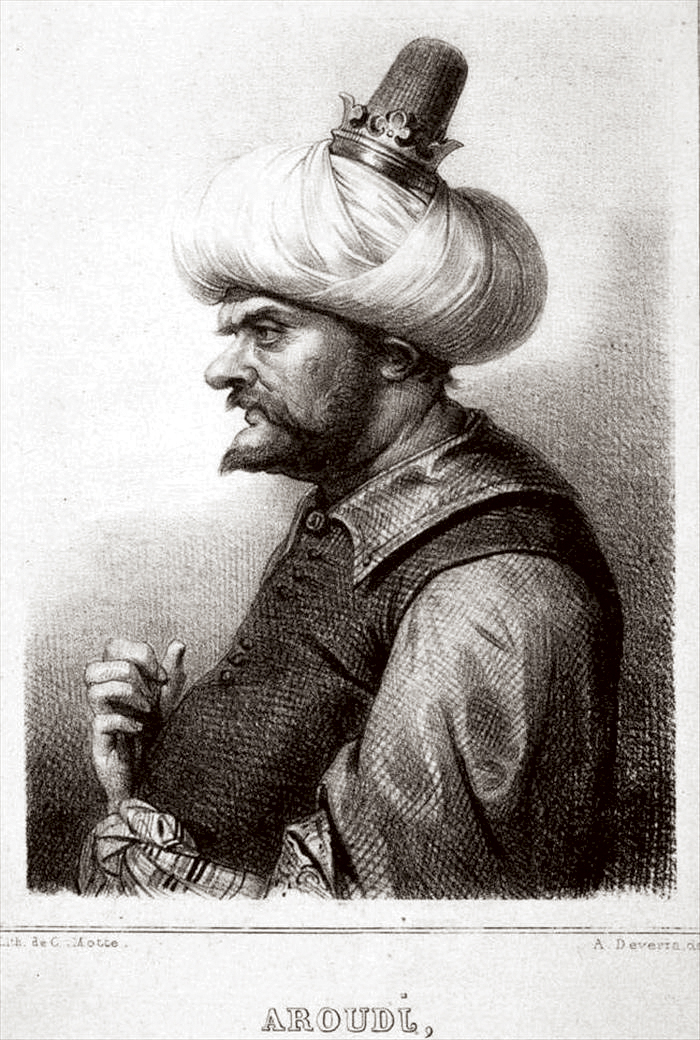
Oruç Reis, també conegut com a Barba-rossa

## Història

### Generalitats
Ja de molt antic (tal com testimonia la campanya duta a terme per Juli Cèsar contra els pirates) i organitzadament a partir del segle xiv, la mar Mediterrània va conèixer nombroses incursions de pirates i corsaris turcs i barbarescs que atacaven les naus i costes europees enmig del conflicte entre el cristianisme i l'Islam, que va culminar amb la conquesta cristiana de Granada i la turca de Constantinoble, Xipre i Creta.
Els barbarescos comptaven amb els importants ports de Tànger, penyal de Vélez de la Gomera, Sargel, Mers el-Kebir i els ben defensats a Tunis i Algèria, fins i tot a Trípoli, dels quals podien atacar qualsevol punt del sud europeu i refugiar-se amb rapidesa portant els ostatges pels quals es demanava rescat. Provinents d'aquestes fortaleses, els barbarescos atacaven els ports del sud de la península Ibèrica, l'arxipèlag de les Balears, Sicília i el sud de la península Itàlica. Tant és així que el cronista Sandoval va escriure: «Diferents corrien les coses en l'aigua: perquè d'Àfrica sortien tants corsaris que no es podia navegar ni viure en les costes de Castell».
La península Ibèrica patia molts més atacs que la Itàlica, perquè es comptava amb el coneixement de la llengua, les costes i els costums dels andalusins que havien abandonat la península amb la conquesta cristiana i en terra, comptaven amb la connivència dels altres andalusins. D'aquesta manera, les velles incursions medievals, com la cavalcada o l'aldarull, tornen a practicar-se des del mar.
La major part de les naus barbaresques eren galeres de poc francbord, propulsades per rems. Els rems eren accionats per multitud d'esclaus no musulmans, alguns raptats de països europeus i d'altres comprats a l'Àfrica subsahariana. La galera generalment tenia un sol pal amb una vela quadrangular. Les accions barbaresques van anar augmentant en nombre i gosadia, arribant a prendre possessions a l'illa d'Eivissa, Mallorca i en la mateixa Espanya continental amb atacs a Almuñécar o València. És ben cert que moltes d'aquestes accions culminaven amb èxit gràcies a la cooperació que els algerians i tunisians obtenien dels moriscos, fins que van ser expulsats per Felip III de Castella.
A l'edat mitjana i durant el segle xvi, el principal escenari fou la Mediterrània, però ja dins el segle xvii es desplaçà cap a l'Atlàntic, on els Àustries posaren el focus d'atenció; tot i així, les accions a la Mediterrània mai no es van descuidar. Actualment, tota la costa mediterrània espanyola està encara marcada per torres de guaita, que tenen la particularitat que cadascuna té contacte visual amb dues més. En aquest sentit, destaca el sistema de vigilància i defensa de la costa de Mallorca, amb tot el perímetre de l'illa envoltat de torres, o també el d'Eivissa i Formentera. La presència de pirates i corsaris va donar origen a la frase popular «no hi ha moros a la costa». Per alleujar el sofriment dels captius i les seves famílies es fundà l'orde dels Mercedaris, dedicats únicament a reunir i pagar rescats, el mateix que les accions de la que avui es diria societat civil.

### Desenvolupament
La costa de tota la Mediterrània sempre ha estat subjecta als atacs de pirates, no solament del nord d'Àfrica ans també del món cristià; així, les costes catalanes a l'edat mitjana patien sovint els atacs dels genovesos. No obstant això, els pirates barbarescos varen guanyar gran fama a partir de l'arribada de l'Imperi Otomà com a actor polític, és a dir, amb la presa d'Alger el 1516. Immediatament posterior a aquesta data és, a tall d'exemple, el saqueig de Dénia i Alacant de 1518, dirigit pel corsari Barba-rossa. En aquesta ocasió assetjaren i saquejaren les viles, però també eren comuns els desembarcaments en una cala per saquejar la població rural o fins i tot poblacions interiors.
Mallorca fou una illa molt castigada al llarg de tot el segle xvi per les ràtzies otomanes procedents d'Alger. La més perjudicada fou la vila d'Andratx, saquejada primer el 1519 i encara en diverses ocasions més, destacant els atacs de 1551 i 1578. Santanyí també patí diversos saquejos, el més greu dels quals fou el de 1531. També foren molt destacables els assalts a Pollença (1550), Valldemossa (1552) i Sóller (1561). Tot i així, l'illa més perjudicada fou Menorca, atès que, entre el saqueig de Maó el 1535 i el de Ciutadella el 1558, l'illa perdé gairebé la meitat de la població. A Eivissa també se sentiren els atacs, particularment el 1578. Pel que fa a Formentera, en aquells temps estava deshabitada.
L'hegemonia turca va començar a decaure amb la Pau de Cateau-Cambrésis 1559 entre la Monarquia Hispànica i el Regne de França, atès que desencadenà les operacions que van culminar amb la presa (temporal) de Tunis i la d'Alger per Carles V del Sacre Imperi Romanogermànic i Joan d'Àustria, i la derrota otomana a Malta el 1565. Després de la Batalla de Lepant el 1571, l'Imperi Otomà fou debilitat, però no minvaren els atacs fins a la dècada de 1580. A les Balears, els darrers atacs potents foren el d'Andratx i el d'Eivissa, tots dos el 1578. En record d'aquests atacs, a les viles de Pollença i Sóller, i modernament també Andratx i Valldemossa, se celebren festes de Moros i Cristians per a commemorar els atacs de 1550, 1561, 1578 i 1552 respectivament.
L'apogeu de la pirateria barbaresca va arribar al segle xvii, llavors centrat principalment en l'Atlàntic (a la Mediterrània, els grans atacs foren tots al segle xvi). Gràcies en part a les innovacions del disseny naval introduïdes pel renegat cristià Simon Danser, els corsaris nord-africans van estendre els seus atacs pràcticament per tot el litoral de l'Atlàntic nord. D'aquesta època daten atacs tan llunyans al nord com a Galícia, les illes Fèroe i fins i tot Islàndia. És possible que, fins i tot, algun d'aquests vaixells hagués arribat a les costes de Groenlàndia de manera ocasional. Al segle xviii la pràctica, lluny de decréixer, es va mantenir i fins i tot va augmentar en alguns moments, gràcies a la disminució del domini marítim espanyol sobre el Mediterrani occidental amb la pèrdua d'Orà i Mers el-Kebir durant la Guerra de Successió espanyola de 1700-1714.
Al darrer quart del segle xviii, les campanyes de les potències espanyoles contra els ports del nord d'Àfrica s'intensificaren i afebliren molt el corsarisme otomà. Hi tengué un paper destacat el general mallorquí Antoni Barceló. Tot i així, les accions dels pirates barbarescos no remetrien fins al primer quart del segle xix, quan països com Gran Bretanya, França i Estats Units van cessar de pagar tributs als reis barbarescos i van començar a realitzar campanyes de càstig contra la base pirata d'Alger. Aquesta va veure destruïda gran part de la seva flota el 1816, i el 1830 va caure davant les forces franceses, que la usarien com a punt de partida per crear la colònia d'Algèria al llarg del segle següent. La pressió internacional i la decisió de l'Imperi Otomà d'eliminar aquesta pràctica, van portar a la fi de la pirateria al Marroc, Tunísia i Tripolitània en els anys següents.

## Corsaris destacats
Els més famosos corsaris van ser els germans otomans Khair ed-Din Barba-rossa, anomenat Barba-rossa, i el seu germà major Oruç Reis, que van prendre el control d'Alger a principis del segle xvi i el van convertir en el centre de la pirateria mediterrània durant els següents tres segles, al temps que establien la presència de l'Imperi Otomà a Àfrica del Nord, que va durar quatre segles. Altres famosos corsaris almiralls otomans foren Turgut Reis (conegut com a Dragut a Occident) i Kemal Reis.
En els primers anys del segle segle xvi, apareix un personatge que, recolzat pels governants otomans i magribins, es va dedicar a atacar nombroses naus europees, principalment espanyoles i italianes: era Oruç Reis Barba-rossa. Aquest corsari va arribar fins i tot a rebre de mans del rei de Tunis, el 1510, el govern de l'illa de Djerba, des d'on va continuar organitzant pillatges i atacs, com ara el saqueig de Maó el 1535. Després de la seva mort, el seu germà Khair ed-Din Barba-rossa, que havia heretat d'ell el sobrenom, va arribar a empetitir la llegenda d'Oruç Reis. Tant és així que l'abat de Brantone, en el seu llibre sobre l'Orde de Malta, va escriure d'ell: «Ni tan sols va tenir igual entre els conqueridors grecs i romans. Qualsevol país estaria orgullós de poder explicar-hi als seus fills.»